# Ilana Berger
Ilana Berger ((em hebraico:  אילנה ברגר): Cidade do México, 31 de dezembro de 1965) é uma ex-tenista profissional israelense.